# 渭城街道
渭城街道，是中华人民共和国陕西省咸陽市渭城区下辖的一个乡镇级行政单位。

## 行政区划
渭城街道下辖以下地区：
陕西玻璃厂社区、西电社区、三五三零厂社区、冶家台村、渭城湾村、摆旗寨村、石何杨村、坡刘村、石桥村、龚东村、龚西村和羊过村。